# 朱世爀
朱世爀（韓語：주세혁，1980年1月20日—），常被写作“朱世赫”，韓國男子乒乓球运动员。

## 簡歷
2010年11月，朱世爀代表韓國出戰廣州亞運會，參加乒乓球比賽的男子單打及團體項目，在奪得一銀一銅。
朱世爀在2012年伦敦奥运会获得团银牌后向媒体透露其身患绝症目前靠激素在坚持比赛。
朱世爀堪稱桌壇削球界最厲害的選手，比賽時以削為主，趁對方閃神就攻球，是很會抓時機的選手，他削球的技術加上多年比賽的表現，有「天下第一削」的美名。